# La maledicció de Frankenstein
La maledicció de Frankenstein (títol original en anglès: The Curse of Frankenstein) és una pel·lícula britànics dirigida per Terence Fisher, estrenada el 1957.

## Argument[2]
Partint del cos d'un lladre, de les mans d'un escultor i del cervell d'un savi, El Doctor Frankenstein vol crear un ésser humà personificant l'home ideal. Però dona vida a una criatura monstruosa dotada d'una força sobrehumana que sembrarà el terror al seu voltant.

## Repartiment
- Peter Cushing: Victor Frankenstein
- Hazel Court: Elizabeth
- Robert Urquhart: Paul Krempe
- Christopher Lee: Monstre de Frankenstein
- Melvyn Hayes: Victor, de nen
- Valerie Gaunt: Justine
- Paul Hardtmuth: El Professor Bernstein
- Noel Hood: tia Sophie
- Fred Johnson: L'avi
- Claude Kingston: El jove
- Alex Gallier: El capellà
- Michael Mulcaster: El guàrdia de la presó
- Andrew Leigh: L'alcalde Hermann
- Anne Blake: la dona de l'alcalde
- Sally Walsh: Elizabeth, de nena

## Al voltant de la pel·lícula
- Com un any més tard amb l'adaptació de Dracula, aquesta nova versió de Frankenstein  va ser posada en marxa, ja que els drets del novel·la acabaven de caure al domini públic.
- El rodatge va tenir lloc des del 19 de novembre al 24 de desembre de 1956 a Iver, Windsor i als estudis Bray.
- Es tracta del Primer Frankenstein a haver estat rodat en color (Warnercolor). (Son of Frankenstein (1939) va ser considerat fer en Technicolor però el maquillatge de Boris Karloff ho va desaconsellar, i la idea va ser abandonada.)
- Peter Cushing i Christopher Lee ja havien interpretat conjuntament la versió de Hamlet (1948) de Laurence Olivier i  Moulin Rouge (1952) de John Huston, sense compartir cap escena.
- L'aspecte més aterridor, i finalment més realista, del maquillatge de la criatura va ser adoptat a despit de no poder explotar el concepte creat per James Whale i Jack Pierce, encara sota drets de la Universal.
- A iniciativa seva, Peter Cushing va ser contractat per interpretar el paper del baró quan va sentir parlar del projecte. L'actor era en aquella època, en efecte, una gran estrella de la televisió, i per la Hammer, el seu contracte va ser una ganga.